# Anton Mirolybov
Anton Mirolybov (* 7. Juli 1977 in Helsinki) ist ein finnischer Basketballtrainer.

## Laufbahn
Mirolybov war in der Saison 2002/03 als Cheftrainer für den finnischen Zweitligisten Torpan Pojat in seiner Heimatstadt Helsinki tätig und stand danach in Diensten des finnischen Basketballverbandes. 2004/05 trainierte er mit dem BC Jyväskylä einen weiteren Zweitligaverein. Zur Saison 2005/06 übernahm er das Cheftraineramt beim Erstligisten Kouvot, aber bereits im Januar 2006 kam es zur Trennung.
In der Saison 2006/07 gehörte er als Assistent seines Landsmannes Ari Tammivaara zum Trainerstab des deutschen Vereins Mitteldeutscher BC in der 2. Basketball-Bundesliga. Von Saisonbeginn 2007/08 bis Januar 2009 war Mirolybov Cheftrainer der Hertener Löwen und wechselte dann zum BV Chemnitz 99, wo er bis zum Saisonende 2009/10 blieb. Ab 2009 war er darüber hinaus wieder für den finnischen Basketballverband tätig, unter anderem als Trainer der U20-Nationalmannschaft.
2010/11 war er erneut Assistenztrainer beim Mitteldeutschen BC (diesmal in der Basketball-Bundesliga) und sprang im Frühjahr 2011 als Interimstrainer für den erkrankten Björn Harmsen ein. Im Sommer 2011 führte er die weibliche U18-Auswahl Finnlands ins Halbfinale der B-EM, von 2012 bis 2014 bekleidete er das Amt des Cheftrainers der finnischen Damennationalmannschaft, war parallel dazu aber auch auf Vereinsebene beschäftigt: In der Saison 2013/14 war Mirolybov Cheftrainer des UBC Hannover in der 2. Bundesliga ProB und wurde mit den Niedersachsen Meister der Punktrunde der ProB-Nord (danach Ausscheiden im Achtelfinale), von 2014 bis 2016 trainierte er in seinem Heimatland den Erstligaklub KTP-Basket. Bei der U20-B-EM der Männer führte er die finnische Auswahl im Sommer 2015 zu Gold und betreute die Mannschaft auch bei der EM im nachfolgenden Jahr (diesmal in der A-Gruppe).
Im Oktober 2016 übernahm er den Cheftrainerposten bei den Uni-Riesen Leipzig (2. Bundesliga ProB). Ende Juni 2017 wurde er als neuer Cheftrainer der VfL Kirchheim Knights aus der 2. Bundesliga ProA vorgestellt. Nach dem Ende der Saison 2017/18, in der Mirolybov die Mannschaft auf den neunten Abschlussrang führte und damit knapp die Meisterrunde verpasste, einigte er sich mit den Kirchheimern darauf, die Zusammenarbeit zu beenden.
In der Sommerpause 2018 wurde er als neuer Cheftrainer des luxemburgischen Erstligisten Racing Luxemburg vorgestellt. Nach einem Jahr in Luxemburg trat Mirolybov im Vorfeld der Saison 2019/20 das Traineramt beim österreichischen Bundesligisten Swans Gmunden an. Die Oberösterreicher führte er im Spieljahr 2020/21 zum Gewinn des Staatsmeistertitels und wurde in der Liga hernach als bester Trainer der Saison ausgezeichnet. Er gewann mit der Mannschaft 2021 des Weiteren den Supercup. Im Sommer 2021 wurde bei Mirolybov eine Darmkrebserkrankung festgestellt. Er erreichte mit Gmunden 2022 die Endspiele um die österreichische Meisterschaft, musste sich mit seiner Mannschaft aber Wien geschlagen geben. Im Supercup gab es 2022 abermals den Sieg. In der Saison 2022/23 gewann Mirolybov mit Gmunden drei Titel: Österreichische Meisterschaft, Pokalwettbewerb und Supercup. Nach dem Abschluss der Spielzeit 2023/24 endete seine Amtszeit in Gmunden.
Mirolybov ging in sein Heimatland zurück und trat eine Trainerstelle an der Nachwuchsakademie des finnischen Basketballverbandes an, betreute fortan die am Spielbetrieb der zweiten Liga des Landes teilnehmenden Mannschaft (HBA-Märsky) der Einrichtung.